# テレテックス
テレテックス（英: Teletex、テレックスやテレテキストとの混同に注意）とは、電話回線上で提供可能なテキストおよび文書の通信サービスのためのITU-T規格である。テレテックスはG4ファクシミリ文書の送信および中継を可能にする。電子メールにより急速に取って代わられたが、LDAPで使用されているいくつかのX.500標準属性に「テレテックス」という名称が生き残っている。

## 概要
テレテックスは、従来のテレックスサービスの機能向上版として設計された。テレックスは端末間通信サービスであるのに対し、テレテックスはオフィス間の文書送信システムである。テレテックスは電子タイプライタ、ワードプロセッサおよびパーソナルコンピュータの間で直接通信することを目指していた。テレタイプ端末と異なりこれらの装置は送受信メッセージの蓄積装置を有するとともに、文書を作成する上で使用可能な文字集合を大いに拡張することが可能となった。
日本においても「日本語テレテックス」が開発された。

## 機能

### 文字集合
テレテックスでは標準的な文字集合に加え、豊富な図形記号や広範な制御文字がサポートされていた。制御文字集合の使用により文書の作成および表示・印刷が容易になり、とりわけ、印刷要素の位置決め、ページの印刷方向や左右の余白、文書中の垂直方向の空白、下線の使用が可能になった。テレックスでは通常、連続用紙が使用されるのに対し、テレテックスはページ制御機能を備えているためA4判の用紙を使用することが可能となった。

### 送受信
テレテックスでは文書の送受信においてバックグラウンド処理・フォアグラウンド処理の両方が可能となるよう設計されていた。すなわち、ユーザーがフォアグラウンドで文書の作成などの処理を実行していても、それに影響を与えずに他の文書の送受信が可能である。テレテックスは既存のテレックスとの間に互換性があり、相互運用可能であるよう設計されていた。テレックス手順においては文書本体の転送の前にヘッダ情報を交換する必要があった。ヘッダ情報は以下の通り。
- パート1: あて先ID
- パート2: 発信者ID
- パート3: タイムスタンプ
- パート4: 文書番号

あて先/発信者IDは24文字、タイムスタンプは14文字からなり、文書番号はページ数を含む7文字からなる。あて先/発信者IDは以下の4つのフィールドからなる。
- フィールド1: 国/網番号
- フィールド2: 国内の電気通信番号
- フィールド3: 将来の使用のため予約
- フィールド4: 端末/オーナーコード

上記各フィールドの文字数は可変である。ただしフィールドごとに最大文字数が決められているほか、合計は24文字以内でなければならない。